# Eucelatoria dimmocki
Eucelatoria dimmocki là một loài ruồi trong họ Tachinidae.